# William Perry Hay
William Perry Hay  (Eureka, Illinois , 8 de dezembro de 1872 – 1947 ) foi um zoólogo norte-americano.